# Општина Братеш (Ковасна)
Братеш (рум. Brateş) општина је у Румунији у округу Ковасна.
Oпштина се налази на надморској висини од 529 m.